# Mouvement d'hygiène sociale
Le Mouvement d'hygiène sociale ou Mouvement d'hygiène mentale est un mouvement actif de la fin du XIXe siècle à la moitié du XXe aux États-Unis, tentative de réformateurs sociaux pour contrôler les maladies vénériennes, réguler la prostitution et le vice[réf. nécessaire] et disséminer l'éducation sexuelle au moyen de méthodes scientifiques de recherche et l'utilisation de médias modernes.

## Galerie
|  |